# Carter Verone
Carter Verone es uno de los personajes principales (y más tarde villano) de la película 2 Fast 2 Furious del año 2003, interpretado por Cole Hauser. Es también, incluido en la lista, uno de los antagonistas principales en la serie The Fast and the Furious.

## Biografía
Carter Verone nació el 12 de abril de 1968 en Buenos Aires, Argentina; se crio y creció en Miami. Se convierte en un capo de la droga y en uno de los más poderosos de Miami. Él es extremadamente rico y posee muchas propiedades, incluyendo una mansión, un patio de botes y un parque de casas rodantes.
Contrató a una gran cantidad de personas bajo su empleo, incluidos sus guardaespaldas y los matones, Enrique y Roberto. También bajo su empleo está Mónica Fuentes, que es una agente de aduanas de Estados Unidos encubierta con quien se sugiere que tiene una relación amorosa.

## 2 Fast 2 Furious
Verone dice que necesita conductores para entregar un paquete, y posteriormente, hace que Fuentes emplee a Brian O'Conner  y Roman "Rome" Pearce como conductores; sin embargo, Fuentes y la Aduana de los Estados Unidos les dicen que se infiltren en su organización como conductores para facilitar el arresto en contra de Verone. Verone amenaza a Mónica después de sospechar que ella coquetea con Brian, luego de haber torturado a un policía doblado (el detective Whitworth) al obligarlo a recostarse en una mesa con una rata, que le da mordeduras y lo araña.
Brian y Rome pronto se enteran de que Verone planea matarlos después de que entreguen este paquete, y en consecuencia, diseñen un plan para frustrarlo, lo que incluye la eliminación de Enrique y Roberto, sus dos guardaespaldas.
Verone descubre que Mónica es una agente encubierta y la lleva a su bote posiblemente con la intención de matarla. Siguiendo una persecución que concluye con Brian chocando su auto contra el bote de Verone para salvar a Mónica. Verone se aparta del lugar para no ser arrollado, se levanta y apunta con una escopeta a Brian y a Rome. Brian toma la pistola que le había robado a Enrique después de noquearlo y le dispara a Verone justo cuando éste también disparó su escopeta pero tras el disparo recibido por parte de Brian, desvía la mira y la bala no penetra en éste. Verone cae herido y Mónica aparece y toma su propia escopeta apuntándole cuando éste intentaba tomarla nuevamente. Verone es arrestado, Rome queda aliviado aunque Brian le dice a Rome que los cazará cuando salga de la cárcel, pero Rome duda mucho que logre salir.

## Trivialidades
- Carter Verone es el primer antagonista primario en la serie en no morir, seguido por D. K. Takashi, Arturo Braga, Owen Shaw, Deckard Shaw y Cipher.

- Datos: Q62923160